# Storenomorpha paguma
Storenomorpha paguma is een spinnensoort in de taxonomische indeling van de mierenjagers (Zodariidae).
Het dier behoort tot het geslacht Storenomorpha. De wetenschappelijke naam van de soort werd voor het eerst geldig gepubliceerd in 2004 door Cristian J. Grismado & M. J. Ramírez.